# Trichomachimus klapperichi
Trichomachimus klapperichi är en tvåvingeart som beskrevs av Moucha och Hradsky 1964. Trichomachimus klapperichi ingår i släktet Trichomachimus och familjen rovflugor.
Artens utbredningsområde är Afghanistan. Inga underarter finns listade i Catalogue of Life.